# Kevin Strijbos
Kevin Strijbos (Geel, 13 augustus 1985) is een Belgisch voormalig motorcrosser, die uitkwam in de FIM MX1 GP. Zijn bijnaam is The Kid. In 2004 won hij met het Belgische team de Motorcross der Naties.

## Levensloop
Strijbos was 85cc motocross wereldkampioen bij de junioren in 1999. Zijn eerste wedstrijd bij de pro's was de GP van Finland in de 125cc klasse (MX2) in 2000. Een jaar later werd Strijbos Europees kampioen in die klasse.
Strijbos strijdde twee keer echt mee voor de wereldtitel motorcross in de koninginnenklasse (MX1). In 2006 wist hij als tweede te eindigen, achter Stefan Everts. In 2007 eindigde hij nogmaals als tweede, ditmaal achter Steve Ramon. 
2009 werd een rampjaar voor Strijbos. Al vroeg in het seizoen brak hij zijn pols. Daarna had hij ook last van zijn schouder en op 22 augustus dat jaar brak hij zijn kuit- en scheenbeen op training en was zijn seizoen voorbij.
In 2014 werd hij derde in het MXGP kampioenschap na landgenoot Jeremy Van Horebeek en de winnaar Tony Cairoli. Op 10 november 2021 in de MXGP van Mantova (Italië) zette Strijbos een punt gezet achter zijn carrière.
Strijbos reed vaak met het nummer 22.    
Eén van zijn mooiste momenten in zijn carrière beschouwt hij zijn overwinning in de MXGP van Lommel op 31 juli 2016 omdat het voor eigen volk was en hij onverwacht won. Het was al negen jaar geleden dat de motorcrosser nog eens een GP had gewonnen en het werd tevens de laatste GP overwinning in zijn carrière. Dat hij nooit wereldkampioen is geworden, vindt hij dan weer zijn grootste teleurstelling.

## Palmares

### Kampioenschappen
- 1999: Wereldkampioen junioren 85cc
- 2001: Europees kampioen 125cc
- 2004: Winnaar Motorcross der Naties

| 1           | 07-08-2005 | Tsjechië      | Loket              |
| 2           | 22-04-2007 | Portugal      | Águeda             |
| 3           | 29-07-2007 | Tsjechië      | Loket              |
| 4           | 19-08-2007 | Noord-Ierland | Moneyglass Demesne |
| 5           | 02-09-2007 | Nederland     | Lierop             |
| MXGP-klasse |            |               |                    |
| 6           | 31-07-2016 | België        | Lommel             |